# Шванова ћелија
Шванове ћелије или неуролемоцити (названи по немачком физиологу Теодору Швану) су главна глија периферног нервног система (ПНС). Глијалне ћелије функционишу да подржавају неуроне и у ПНС-у, такође укључују сателитске ћелије, олфакторне ћелије, ентеричку глију и глију које се налазе на сензорним нервним завршецима, као што је Пачинијево телашце. Постоје два типа Шванових ћелија, мијелинизирајућа и немијелинизирајућа. Мијелинизујуће Шванове ћелије се омотавају око аксона моторних и сензорних неурона да би формирале мијелински омотач.

## Структура
Унутар периферног нервног система Шванове ћелије омотане у слојеве око неурона формирају мијелински омотач. Најудаљенији део Шванове ћелије је њена плазматична мембрана, која се зове неурилема. Између суседних Шванових ћелија постоји редован размак (око 1 мм). Празнине се називају Ранвијеова сужења. Колатерални аксони се могу појавити код чвор. Нека нервна влакна су немијелинизирана и то чини пренос нервног импулса знатно споријим.
Током развоја ПНС-а, регулаторни механизми мијелинизације се контролишу директном интеракцијом специфичних гена, утичући на каскаде транскрипције и обликујући морфологију мијелинизованих нервних влакана.
Шванове ћелије су укључене у многе важне аспекте биологије периферних нерава - провођење нервних импулса дуж аксона, развој и регенерацију нерава, трофичку подршку неуронима, производњу нервног екстрацелуларног матрикса, модулацију неуромускуларне синаптичке активности и представљање антигена на Т-лимфоциту.

## Болести
Шарко-Мари-Тутова болест, Гилен-Бареов синдром (тип акутне инфламаторне демијелинизирајуће полирадикулопатије), шваноматоза, хронична инфламаторна демијелинизирајућа полинеуропатија и лепра су све неуропатије које укључују Шванове ћелије.